# Luc (Altos Pirineos)
 Luc  es una comuna y población de Francia, en la región de Mediodía-Pirineos, departamento de Altos Pirineos, en el distrito de Tarbes y cantón de Tournay. Está integrada en la Communauté de communes du Canton de Tournay.

## Demografía
| 227 | 198 | 206 | 219 | 205 | 180 |
| Para los censos de 1962 a 1999 la población legal corresponde a la población sin duplicidades (Fuente: INSEE [Consultar]) |     |     |     |     |     |